# トルノヴォ (スルプスカ共和国)
トルノヴォ（セルビア語: Трново,クロアチア語: Trnovo,ボスニア語: Trnovo）はボスニア・ヘルツェゴビナの基礎自治体で同国を構成する構成体のうちスルプスカ共和国に属し、イストチノ・サラエヴォを構成する自治体の一つである。ボスニア・ヘルツェゴビナ紛争以前はボスニア・ヘルツェゴビナ連邦のトルノヴォと共にトルノヴォ自治体を形成していた。自治体の中心はデイチチ（Dejčići）に置かれている。トルノヴォはサラエヴォから幹線道路M-18号線（サラエヴォ - トルノヴォ -　フォチャ -　トレビニェ）を南に行った場所に位置する。
周辺はヤホリナ山、トレスカヴィツァ山などの山地に囲まれており、1984年に開催されたサラエボオリンピックでは主要な会場となった。今日では様々なウィンタースポーツの目的地としてサラエヴォ周辺の観光地の一つとなっている。町の中心を流れるジェリェズニツァ川は主な地理的な特徴の一つである。

## 人口
紛争以来、統計は無く現在の正確な人口は分かっていない。統計はデイトン合意以前の町が分離される前の人口。
- 1971年　合計9,555人
  - ボシュニャク人 - 6,342人 (66.37%)
  - セルビア人 - 3,093人 (32.37%)
  - クロアチア人 - 50人 (0.52%)
  - ユーゴスラビア人 - 12人 (0.12%)
  - その他 - 58人 (0.62%)

- 1991年　合計6,991人
  - ボシュニャク人 - 4.790人 (68.81%)
  - セルビア人 - 2,059人 (29.45%)
  - クロアチア人 - 16人 (0.22%)
  - ユーゴスラビア人- 72人 (1.02%)
  - その他 - 54人 (0.80%)